# Georges Crozier
Georges Crozier (1882 - 1944) était un footballeur international français qui évoluait au poste de gardien de but. Il fut le premier Français à jouer en Angleterre en signant au Fulham Football Club en 1904.

## Biographie
Crozier a été international français à deux reprises. Sa première sélection fut le 7 mai 1905 contre la Belgique (0-7). Alors que les Français sont menés 4-0, Crozier doit quitter le terrain à la 65e minute car il doit prendre le train à 18 heures pour réintégrer sa caserne. Il est alors suppléé par Fernand Canelle (défenseur) et la France termine à dix. Cependant, il arriva tout de même en retard et fit 15 jours de prison. 
Sa seconde et dernière cape date du 22 avril 1906 à nouveau contre la Belgique (0-5), malgré la lourde défaite Crozier entre dans l'histoire en devenant le premier gardien des Bleus à stopper un penalty.